# Hamburger SV (Tischtennis)

Vereinslogo

Der Hamburger SV ist ein Sportverein aus Hamburg. Die Tischtennis-Abteilung des HSV wurde 1927 gegründet und trägt seither vorwiegend im Hamburger Stadtteil Eppendorf ihre Heimspiele aus.

## Geschichte
Schon nach kurzer Zeit stieß der Club in die deutsche Spitze bei den Herren vor. Mit Paul Benthien wurde bereits 1933 ein Spieler des HSV Deutscher Einzelmeister. Ein Jahr später errang mit Erich Deisler ein weiterer HSV-Spieler den deutschen Titel im Herren-Einzel. Diese beiden gehörten neben Pauls Bruder Heinz Benthien, Reinhard Küver, Ernst Perl, Hermann Hell und Werner Stehr auch zu der HSV-Mannschaft, die 1937 und 1938 den deutschen Mannschaftsmeistertitel an die Elbe holten, was seither keinem weiteren Hamburger Verein bei den Herren mehr gelang. Auch 1939 gelang noch einmal der Sprung in das Endspiel um die Deutsche Meisterschaft, es wurde jedoch gegen den Post SV Wien verloren. Während des Zweiten Weltkrieges wurde dann 1944 Heinz Benthien deutscher Meister.
Nach dem Kriegsende stand der HSV zunächst im Schatten des 1934 gegründeten Eppendorfer Lokalrivalen TTC Rot-Weiß Hamburg, auch wenn man bei den Herren 1950 Hamburger Mannschaftsmeister werden konnte. Sowohl die Damen wie auch die Herren pendelten zwischen der Oberliga Nord, damals der höchsten deutschen Spielklasse, und der Stadtliga. Während sich die Damen trotz der Verstärkung durch die ehemalige deutsche Meisterin Ursula Paulsen nicht auf Dauer überregional etablieren konnten, gelang es den Herren seit Mitte der 1950er Jahre ihre Führungsrolle auf Hamburger Ebene zurückzugewinnen und sich auch in der Oberliga festzusetzen. 1964 konnte man sich als Oberliga-Zweiter hinter dem VfL Osnabrück für die deutsche Meisterschaft qualifizieren, wo nach einem Sieg über TTC Mörfelden wegen der folgenden 9:7-Niederlage gegen Sportbund Stuttgart das Endspiel verpasst wurde. Die Damen spielten zuletzt in der Spielzeit 1964/65 in der Oberliga, stiegen aber ohne Punktgewinn umgehend wieder ab. 
Die angestrebte Qualifikation der Herren für die 1966 gegründete Tischtennis-Bundesliga misslang jedoch. 1969 (hinter Tennis Borussia) und 1971 (hinter Hertha BSC) errang man zwar jeweils die Vizemeisterschaft in der Oberliga, an der Aufstiegsrunde zur Bundesliga durften jedoch die Berliner teilnehmen. Erst 1972 erreichte der HSV als Oberligameister die Aufstiegsrunde, musste sich dort jedoch hinter dem TuS Nachrodt, dem TSV Milbertshofen und dem 1. FC Saarbrücken mit dem letzten Platz begnügen (1:5 Punkte). Ein Jahr später folgte dann sogar der Abstieg in die Stadtliga Hamburg. Erst 1984 gelang der Wiederaufstieg in die nunmehr drittklassige Oberliga Nord. 1991 folgte der Aufstieg in die Regionalliga Nord.
Von 1999 bis 2007 spielte die erste Herren-Mannschaft in der Zweiten Bundesliga Nord. Obwohl die Mannschaft auch 2007 einen Mittelfeldplatz erreicht hatte, verzichtete der Verein für die neue Spielzeit aus finanziellen Gründen auf eine Meldung für die Zweite Liga und trat nun in der Regionalliga Nord an. Dort wurde das Team 2014 Staffelsieger und qualifizierte sich damit für die neugeschaffene 3. Bundesliga. Aufgrund finanzieller Probleme löste der HSV jedoch die Leistungsmannschaft auf und zog sich bis in die 1. Bezirksliga zurück, wo in der Spielzeit 2014/15 die erste von nunmehr nur noch zwei Herren-Mannschaften spielte. In der Spielzeit 2022/23 verfügt der HSV über sieben Herren-Mannschaften, wobei die erste Mannschaft in der 2. Landesliga spielt, und eine Schüler-Mannschaft (U15).

## Erfolge
Neben den beiden Deutschen Mannschaftsmeisterschaften von 1937 und 1938 sowie dem Vizemeistertitel 1939 erreichten viele HSV-Spieler Erfolge bei überregionalen Meisterschaften. Bei den Deutschen Meisterschaften konnten folgende Medaillen errungen werden:
- Herren-Einzel: Paul Benthien 1933 Deutscher Meister, 1937 Vizemeister; Erich Deisler 1934 Deutscher Meister, 1936 Vizemeister; Heinz Benthien 1944 Deutscher Meister, 1943 Vizemeister
- Damen-Einzel: Ursula Paulsen 1956 und 1958 Dritte
- Herren-Doppel: Heinz Benthien 1943 Vizemeister (mit Erwin Münchow), 1940 Dritter (mit Heinz Raack); Heinz Benthien/Erich Deisler 1944 Dritter; Erich Deisler 1948 Dritter (mit Wahl)
- Damen-Doppel: Ursula Paulsen 1956 Dritte (mit Annegret Thöle)
- Gemischtes Doppel: Heinz Benthien 1943 Vizemeister (mit Astrid Hobohm); 1940 Dritter (mit Hilde Bussmann); Erich Deisler 1947 Dritter (mit Karin Lindberg); Ursula Paulsen 1957 Deutsche Meisterin (mit Josef Wenninghoff); Oliver Alke 2003 Vizemeister (mit Kristin Silbereisen).